# Хамин, Александр Николаевич
Александр Николаевич Хамин (1836—?) — генерал-майор, директор 1-го и 4-го московских кадетских корпусов.

## Биография
Родился 21 марта (2 апреля) 1836 года. В августе 1853 года был выпущен в службу подпрапорщиком из Павловского кадетского корпуса; прапорщик гвардии (ст. 12.07.1854), подпоручик гвардии (22.08.1854). Затем окончил по 1-му разряду Николаевскую академию Генерального штаба; поручик гвардии (ст. 17.10.1860), штабс-капитан гвардии (ст. 13.05.1863).
Был переименован в майоры 23 июня 1865 года с назначением начальником Чугуевского пехотного юнкерского училища, которое было открыто 1 сентября 1865 года. Руководил училищем в течение 10 лет; с 30.08.1866 — подполковник, с 20.04.1869 — полковник; 18 декабря 1875 года был назначен директором Московской военной прогимназии, которая 9 июля 1876 года, приказом по военному ведомству, была преобразована в 4-ю Московскую военную гимназию, а 1882 году — в 4-й Московский кадетский корпус; с 30 августа 1880 года — генерал-майор.
С 4 ноября 1883 года стал директором 1-го Московского кадетского корпуса и руководил им до 1892 года.
Был женат, имел 5 детей; его сыновья: 
- Николай (1864 — после 1923) — генерал-лейтенант;
- Сергей (1873—1924?) — полковник артиллерии; в Вооруженных силах Юга России в январе 1920 года был правителем дел заведующего артиллерийской частью войск Новороссийской области.

## Награды
- орден Святой Анны 2-й степени (1869); императорская корона к ордену (1871)
- орден Святого Владимира 4-й степени (1876)
- орден Святого Владимира 3-й степени (1879)
- орден Святого Станислава 1-й степени (1883)
- орден Святой Анны 1-й степени (1887)
- орден Святого Владимира 2-й степени (1891)